# Grand Prix automobile de Singapour 2013
GP précédent GP suivant
Le Grand Prix automobile de Singapour 2013 (2013 Formula 1 SingTel Singapore Grand Prix), disputé le 22 septembre 2013 sur le circuit urbain de Singapour, est la 891e épreuve du championnat du monde de Formule 1 courue depuis 1950. Il s'agit de la sixième édition du Grand Prix de Singapour comptant pour le championnat du monde et de la treizième manche du championnat 2013. La course a la particularité de se dérouler en nocturne sur une piste urbaine puissamment éclairée.
Sebastian Vettel fait une véritable démonstration de force lors des qualifications : lors de la deuxième séance, il est le seul à tourner en moins d'1 minute et 43 secondes et, en début de troisième séance, prend la piste en premier et effectue un seul tour rapide en 1 min 42 s 841 avant de rentrer définitivement au stand, certain qu'il ne sera pas battu. La suite se résume à une compétition pour les places suivantes sur la grille, dont émergent Nico Rosberg, deuxième, Romain Grosjean, troisième, et Mark Webber quatrième. Ils précèdent Lewis Hamilton et Felipe Massa qui devance son chef de file, Fernando Alonso partant en quatrième ligne avec le septième temps. Sebastian Vettel obtient sa cinquième pole position de la saison, la quarante-et-unième de sa carrière.
La domination du triple champion du monde allemand se poursuit le lendemain durant les soixante-et-un tours, et presque deux heures, de la course. Capable de rouler deux secondes au tour plus vite que ses poursuivants, Sebastian Vettel mène du départ à l'arrivée, réalise le meilleur tour en course, et s'impose avec plus de trente-deux secondes d'avance sur Fernando Alonso. Vettel gagne son troisième Grand Prix consécutif, son septième de la saison et le trente-troisième de sa carrière. Il réalise le sixième hat-trick de sa carrière et son troisième grand chelem. 
Vettel porte son avance sur le pilote Ferrari à soixante points au classement du championnat. Alonso limite les dégâts, notamment grâce à un départ particulièrement réussi qui lui permet de passer le premier virage en troisième position. Kimi Räikkönen, treizième sur la grille, maîtrise parfaitement sa course, en tenant compte de la sortie de la voiture de sécurité au vingt-cinquième tour, pour se classer troisième. Trois champions du monde, cumulant six titres, terminent ainsi sur le podium. Les Mercedes de Nico Rosberg et Lewis Hamilton terminent quatrième et cinquième, précédant Felipe Massa, Jenson Button, Sergio Pérez, Nico Hülkenberg et Adrian Sutil. Romain Grosjean, comme Mark Webber dans le dernier tour, en lice pour le podium, abandonnent sur problème moteur.
Vettel, avec 247 points, conserve la tête du championnat devant Fernando Alonso, 187 points. Lewis Hamilton reste troisième avec 151 points ; Kimi Räikkönen, toujours quatrième, réduit néanmoins son écart à deux points (149 points) ; suivent Mark Webber (130 points) et Nico Rosberg avec 116 points.
Au classement des constructeurs, Red Bull Racing est en tête avec 377 points et précède la Scuderia Ferrari (274 points) et Mercedes Grand Prix (267 points) ; suivent Lotus (206 points), McLaren (76 points), Force India (62 points), Toro Rosso (31 points), Sauber (19 points) et Williams (1 point). Neuf des onze écuries engagées au championnat ont marqué des points, Caterham et Marussia n'en ayant pas encore inscrit.

## Essais libres

### Première séance, le vendredi de 18 h à 19 h 30
| Pos. | Pilote           | Voiture          | Chrono         | Écart     |
| ---- | ---------------- | ---------------- | -------------- | --------- |
| 1    | Lewis Hamilton   | Mercedes         | 1 min 47 s 055 |           |
| 2    | Mark Webber      | Red Bull-Renault | 1 min 47 s 420 | + 0 s 365 |
| 3    | Sebastian Vettel | Red Bull-Renault | 1 min 47 s 885 | + 0 s 830 |
| 4    | Nico Rosberg     | Mercedes         | 1 min 48 s 239 | + 1 s 184 |
| 5    | Kimi Räikkönen   | Lotus-Renault    | 1 min 48 s 354 | + 1 s 299 |
| 6    | Romain Grosjean  | Lotus-Renault    | 1 min 48 s 355 | + 1 s 300 |

La température ambiante est de 31 °C, la piste est à 33 °C et le taux d’humidité est de 61 % au départ de la première séance d'essais libres du Grand Prix de Singapour. Aucun pilote de réserve n'est présent en piste afin de laisser les titulaires prendre leurs marques sur ce circuit atypique. Si les pilotes s'élancent rapidement en piste pour un premier tour d'installation derrière Max Chilton, il faut attendre près de trente minutes pour que Sergio Pérez fixe le temps de référence en 1 min 53 s 245 puis l'améliore en 1 min 51 s 644, 1 min 50 s 863 et 1 min 50 s 103,,. 
Quelques minutes après, Pastor Maldonado passe en tête en 1 min 49 s 827 puis s'efface derrière son coéquipier Valtteri Bottas (1 min 49 s 510). Mark Webber tourne ensuite en 1 min 48 s 865, cède sa place à Nico Rosberg (1 min 48 s 684), puis reprend le commandement en 1 min 48 s 365,,. 
Les temps au tour sont plus rapides que lors de l'édition 2012 de l'ordre de trois à quatre secondes du fait de la disparition de la chicane no 10, responsable de nombreux incidents, remplacée par un virage à gauche et également grâce au dépôt de gomme important laissé par les monoplaces de GP2 Series qui étaient en piste juste avant le début des essais. 
Lewis Hamilton se porte en tête en 1 min 47 s 872 mais Webber améliore à nouveau en 1 min 47 s 699. Alors qu'il reste une demi-heure avant la fin de séance, Hamilton repasse en tête en 1 min 47 s 055. Romain Grosjean, immobilisé au stand en proie à un problème de direction, prend la piste pour la première fois (hormis son tour d'installation) alors qu'il ne reste plus que vingt minutes. Le Français améliore ses performances tour après tour et se classe sixième de la session,,. 
Personne ne parvient à améliorer le temps d'Hamilton qui devance ainsi Webber, Sebastian Vettel et Nico Rosberg,,.

### Deuxième séance, le vendredi de 21 h 30 à 23 h
| Pos. | Pilote           | Voiture          | Chrono         | Écart     |
| ---- | ---------------- | ---------------- | -------------- | --------- |
| 1    | Sebastian Vettel | Red Bull-Renault | 1 min 44 s 249 |           |
| 2    | Mark Webber      | Red Bull-Renault | 1 min 44 s 853 | + 0 s 604 |
| 3    | Nico Rosberg     | Mercedes         | 1 min 45 s 258 | + 1 s 009 |
| 4    | Lewis Hamilton   | Mercedes         | 1 min 45 s 368 | + 1 s 119 |
| 5    | Romain Grosjean  | Lotus-Renault    | 1 min 45 s 411 | + 1 s 162 |
| 6    | Fernando Alonso  | Ferrari          | 1 min 45 s 691 | + 1 s 442 |

La température de l'air est de 29 °C et le taux d'humidité est désormais supérieur à 70 % au départ de la deuxième séance d'essais libres qui se déroule de nuit sous la lumière des projecteurs. Les pilotes s'élancent rapidement en piste et Adrian Sutil établit le temps de référence en 1 min 51 s 501 alors que la séance a commencé depuis cinq minutes,,. 
Valtteri Bottas améliore en 1 min 50 s 057 mais Adrian Sutil reprend son bien en 1 min 49 s 768. Sergio Pérez tourne ensuite en 1 min 49 s 652 mais sa performance est améliorée par son coéquipier Jenson Button (1 min 49 s 287). Nico Rosberg fait encore mieux (1 min 48 s 281) mais est battu par Sebastian Vettel (1 min 46 s 853) et son coéquipier Mark Webber (1 min 46 s 489). Vettel reprend la main en 1 min 46 s 408 puis s'incline à nouveau face à Webber (1 min 46 s 157),,. 
Les premiers pneus tendres font leur apparition en piste alors qu'il reste un peu plus d'une heure avant le drapeau à damier. Dans ces conditions, les Red Bull, et particulièrement Sebastian Vettel, se montrent supérieures à leurs rivales en créant des écarts chronométriques importants. Vettel se replace en tête en 1 min 44 s 249 et établit ainsi la meilleure performance de la séance ; en effet, la fin de session voit les pilotes effectuer de longs relais, en pneus tendres ou durs, pour préparer la course,,.
Pastor Maldonado est sorti de la piste dans le virage no 13 et, en touchant le muret, a cassé son aileron avant. Romain Grosjean n'a effectué que dix-huit tours (quand Nico Hülkenberg en a effectué trente-six) toujours victime d'un problème de direction.

### Troisième séance, le samedi de 18 h à 19 h
| Pos. | Pilote           | Voiture          | Chrono         | Écart     |
| ---- | ---------------- | ---------------- | -------------- | --------- |
| 1    | Sebastian Vettel | Red Bull-Renault | 1 min 44 s 173 |           |
| 2    | Romain Grosjean  | Lotus-Renault    | 1 min 44 s 364 | + 0 s 191 |
| 3    | Nico Rosberg     | Mercedes         | 1 min 44 s 741 | + 0 s 568 |
| 4    | Mark Webber      | Red Bull-Renault | 1 min 44 s 906 | + 0 s 733 |
| 5    | Lewis Hamilton   | Mercedes         | 1 min 44 s 921 | + 0 s 748 |
| 6    | Fernando Alonso  | Ferrari          | 1 min 45 s 257 | + 1 s 084 |

La température de l'air est de 30 °C et la piste est à 33 °C au départ de la dernière séance d'essais libres. La course de GP2 Series ayant déjà eu lieu, beaucoup de morceaux de gomme sont déposés sur les bords de la trajectoire idéale. Les pilotes prennent rapidement la piste pour un tour d'installation et Charles Pic fixe le temps de référence en 1 min 52 s 954. Son coéquipier Giedo van der Garde améliore alors légèrement en 1 min 52 s 134,,.
Adrian Sutil passe en tête avec un tour bouclé en 1 min 51 s 402, Van der Garde améliore en 1 min 50 s 792 puis Sutil reprend la main en 1 min 50 s 057. Paul di Resta tourne ensuite en 1 min 49 s 572, Valtteri Bottas en 1 min 48 s 933 et Nico Hülkenberg en 1 min 48 s 607. Pastor Maldonado occupe un temps la tête en 1 min 48 s 592 mais son temps est battu par Daniel Ricciardo (1 min 48 s 001) et par Romain Grosjean en deux temps (1 min 46 s 883 puis 1 min 46 s 616). À la mi-séance, Lewis Hamilton passe en tête en 1 min 46 s 514 et Mark Webber améliore en 1 min 46 s 220,,. 
Quelques minutes plus tard, alors que Webber et Vettel occupent les deux positions de tête, les premières monoplaces chaussées de pneus tendres montent en piste ; McLaren Racing estime que ces pneus sont plus performants de près de trois secondes au tour. Ainsi chaussé, à dix minutes du terme, Romain Grosjean passe en tête en 1 min 44 s 364 mais est vite remplacé par Sebastian Vettel qui, en 1 min 44 s 173, réalise la meilleure performance de la session. Il devance Grosjean, Nico Rosberg, Webber, Hamilton, Pérez et Hülkenberg. Kimi Räikkönen, souffrant au niveau du dos n'est que douzième à près de deux secondes du meilleur temps,,,.

## Séance de qualifications

### Résultats des qualifications

#### Session Q1
Le soleil est déjà couché sur Singapour au départ de la première phase des qualifications. La température ambiante est de 29 °C et la piste est à 30 °C. Les pneus tendres ayant un avantage estimé entre deux et trois secondes, la plupart des pilotes vont les chausser dès la première partie de la séance qualificative pour éviter une élimination prématurée,,.
Les pilotes montent en piste dès son ouverture, derrière la Williams de Pastor Maldonado qui apprécie particulièrement les tracés urbains. Tous les pilotes en piste sont équipés de pneus durs et après sept minutes, Lewis Hamilton fixe le temps de référence en 1 min 47 s 087. L'Anglais est ensuite relayé en tête par son coéquipier Nico Rosberg (1 min 46 s 288). Comme prévu, les pilotes passent alors par leur stand pour passer les pneus tendres et, ainsi chaussé, Nico Hülkenberg tourne en 1 min 45 s 381,,. 
À sept minutes du terme, Mark Webber prend la piste pour la première fois. S'il est l'un des trois seuls pilotes en pneus durs avec Vettel et Romain Grosjean, il améliore néanmoins en 1 min 45 s 271. Rosberg repasse en tête en 1 min 45 s 208 mais son temps est battu par les pilotes McLaren Racing, Sergio Pérez (1 min 45 s 164) et Jenson Button (1 min 45 s 009), puis finalement par son coéquipier Hamilton (1 min 44 s 196),,. 
À une minute de la fin de séance, Felipe Massa n'est que dix-huitième et a du mal à progresser à cause de l'important trafic en piste ; il ne se qualifie que de justesse. Giedo Van der Garde tape le muret et ruine ses derniers espoirs d'atteindre la phase suivante. Les six pilotes éliminés sont Max Chilton et son coéquipier Jules Bianchi, Charles Pic et son coéquipier Giedo van der Garde, Maldonado et Paul di Resta,,.

#### Session Q2
Les pilotes se relancent immédiatement en piste, tous chaussés de pneus tendres pour tenter une qualification pour la dernière phase. Kimi Räikkönen fixe le temps de référence en 1 min 44 s 794 mais est remplacé en tête par Nico Rosberg (1 min 43 s 892) dès son premier tour lancé ; son coéquipier Lewis Hamilton suit à un dixième de seconde,,.
Romain Grosjean, les McLaren Racing et les Red Bull Racing restent dans leurs stands : une unique tentative en piste est à leur programme. Grosjean, Sebastian Vettel et Mark Webber prennent la piste à cinq minutes de la fin de séance tandis que les McLaren attendent les deux dernières minutes,,. 
Sebastian Vettel, dès son premier tour lancé, améliore la performance de Rosberg dans chacun des trois secteurs du circuit : avec un tour bouclé en 1 min 42 s 905, il améliore d'une seconde pleine le temps de son compatriote. Mark Webber prend la deuxième place, ce qui confirme l'avantage des Red Bull Racing sur ses rivaux. McLaren tente un gros pari en lançant ses pilotes en piste dans les ultimes instants de la séance ; la piste claire permet à Button de réaliser le dixième temps mais le pari est perdu pour Pérez, quatorzième,,.
Les six pilotes éliminés sont Valtteri Bottas, Adrian Sutil, Sergio Pérez, Kimi Räikkönen, Jean-Éric Vergne et Nico Hülkenberg,,.
Pour la première fois de sa carrière, Esteban Gutiérrez accède à la troisième phase qualificative. Il estime qu'en partant du milieu de peloton, il pourra enfin se battre pour les points et annonce avoir adopté une stratégie plus agressive en s'entraînant pendant les essais pour tirer le maximum de ses pneus.
Nico Hülkenberg, sur la grille de départ du dernier Grand Prix à Monza explique son élimination par un souci d'ouverture de son aileron arrière mobile lors de son ultime tour tandis que tous ses rivaux amélioraient leur performance. Il s'attend à une course difficile, sans opportunité de dépassement.

#### Session Q3
Les Red Bull sont les premières monoplaces en piste et Sebastian Vettel, dès son premier tour lancé, s'installe en tête du classement en 1 min 42 s 841. Il informe ses ingénieurs qu'il pense pouvoir encore améliorer d'un ou deux dixièmes de seconde et regagne immédiatement son stand afin de suivre l'évolution de la séance. Il descend alors de sa monoplace et enlève son casque, certain qu'il ne sera pas battu,,.
Nico Rosberg fait tout son possible pour tirer le meilleur parti de sa monoplace et prend la seconde place, juste devant Mark Webber. Lewis Hamilton suit à trois dixièmes de seconde et précède Romain Grosjean de moins de 30 millièmes. Jenson Button, Fernando Alonso, Felipe Massa, Esteban Gutiérrez et Daniel Ricciardo, qui vont tenter de se qualifier sur une seule tentative, ne sont toujours pas sortis en piste,,.
Webber se lance dans une seconde tentative et, dans le premier secteur, améliore le temps de son coéquipier ; il échoue toutefois dans sa tentative d'amélioration et est même finalement à nouveau dépassé par Rosberg, puis par Grosjean. Alonso réussit à atteindre le septième rang, derrière Felipe Massa. Sebastian Vettel réalise ainsi la quarante-et-unième pole position de sa carrière, sa cinquième de la saison,,.

### Grille de départ

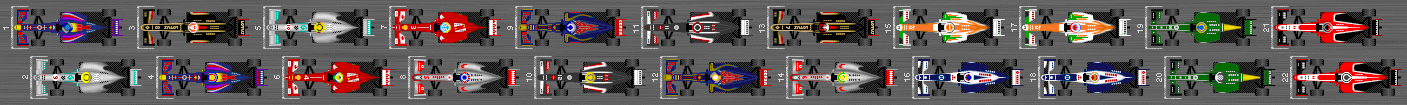
La grille de qualification et de départ du Grand Prix de Singapour 2013.

| Pos.                                                                                      | Pilote              | Écurie               | Qualifications 1 | Qualifications 2 | Qualifications 3 |
| ----------------------------------------------------------------------------------------- | ------------------- | -------------------- | ---------------- | ---------------- | ---------------- |
| 1                                                                                         | Sebastian Vettel    | Red Bull-Renault     | 1 min 45 s 376   | 1 min 42 s 905   | 1 min 42 s 841   |
| 2                                                                                         | Nico Rosberg        | Mercedes             | 1 min 45 s 208   | 1 min 43 s 892   | 1 min 42 s 932   |
| 3                                                                                         | Romain Grosjean     | Lotus-Renault        | 1 min 45 s 851   | 1 min 43 s 957   | 1 min 43 s 058   |
| 4                                                                                         | Mark Webber         | Red Bull-Renault     | 1 min 45 s 271   | 1 min 43 s 272   | 1 min 43 s 152   |
| 5                                                                                         | Lewis Hamilton      | Mercedes             | 1 min 44 s 196   | 1 min 43 s 920   | 1 min 43 s 254   |
| 6                                                                                         | Felipe Massa        | Ferrari              | 1 min 45 s 658   | 1 min 44 s 376   | 1 min 43 s 890   |
| 7                                                                                         | Fernando Alonso     | Ferrari              | 1 min 45 s 115   | 1 min 44 s 153   | 1 min 43 s 938   |
| 8                                                                                         | Jenson Button       | McLaren-Mercedes     | 1 min 45 s 009   | 1 min 44 s 497   | 1 min 44 s 282   |
| 9                                                                                         | Daniel Ricciardo    | Toro Rosso-Ferrari   | 1 min 45 s 379   | 1 min 44 s 407   | 1 min 44 s 439   |
| 10                                                                                        | Esteban Gutiérrez   | Sauber-Ferrari       | 1 min 45 s 483   | 1 min 44 s 245   | Pas de temps     |
| 11                                                                                        | Nico Hülkenberg     | Sauber-Ferrari       | 1 min 45 s 381   | 1 min 44 s 555   |                  |
| 12                                                                                        | Jean-Éric Vergne    | Toro Rosso-Ferrari   | 1 min 45 s 657   | 1 min 44 s 588   |                  |
| 13                                                                                        | Kimi Räikkönen      | Lotus-Renault        | 1 min 45 s 522   | 1 min 45 s 658   |                  |
| 14                                                                                        | Sergio Pérez        | McLaren-Mercedes     | 1 min 45 s 164   | 1 min 44 s 752   |                  |
| 15                                                                                        | Adrian Sutil        | Force India-Mercedes | 1 min 45 s 960   | 1 min 45 s 185   |                  |
| 16                                                                                        | Valtteri Bottas     | Williams-Renault     | 1 min 45 s 982   | 1 min 45 s 388   |                  |
| 17                                                                                        | Paul di Resta       | Force India-Mercedes | 1 min 46 s 121   |                  |                  |
| 18                                                                                        | Pastor Maldonado    | Williams-Renault     | 1 min 46 s 619   |                  |                  |
| 19                                                                                        | Charles Pic         | Caterham-Renault     | 1 min 48 s 111   |                  |                  |
| 20                                                                                        | Giedo van der Garde | Caterham-Renault     | 1 min 48 s 320   |                  |                  |
| 21                                                                                        | Jules Bianchi       | Marussia-Cosworth    | 1 min 48 s 830   |                  |                  |
| 22                                                                                        | Max Chilton         | Marussia-Cosworth    | 1 min 48 s 930   |                  |                  |
| Temps minimal à réaliser pour la qualification : 1 min 51 s 489 (107 % de 1 min 44 s 196) |                     |                      |                  |                  |                  |

## Course

### Déroulement de l'épreuve
La température de l'air est de 29 °C et la piste est à 30 °C dans la nuit de Singapour au départ d'une course intégralement disputée de nuit, sous lumière artificielle. Toutes les monoplaces s'alignent sur la grille de départ, derrière Sebastian Vettel en pole position. À l'extinction des feux, Vettel conserve sa ligne pour défendre sa position face à Nico Rosberg qui s'était positionné de biais sur son emplacement pour l'attaquer en tentant de lui ravir la trajectoire idéale. Rosberg, très agressif, se porte à la hauteur de Vettel mais, en survitesse, tire large dans le premier virage et laisse filer son adversaire. Derrière, Fernando Alonso maîtrise totalement son envol et double plusieurs concurrents par l'extérieur ; il gagne quatre positions pour pointer au troisième rang. Au premier passage sur la ligne de chronométrage, Vettel devance Rosberg, Alonso, Mark Webber, Romain Grosjean, Lewis Hamilton, Felipe Massa, Jenson Button, Nico Hülkenberg, Sergio Pérez, Esteban Gutiérrez, Paul di Resta et Kimi Räikkönen,,.
En tête de la course, au quatrième passage, Vettel compte déjà 6 secondes d'avance sur Rosberg, 8 s sur Alonso, 9 s sur Webber, 10 s sur Grosjean, 11 s sur Massa, 12 s sur Hamilton et 14 s sur Button. Räikkönen et Jules Bianchi changent les premiers leurs pneus dès le onzième tour. Gutiérrez, Jean-Éric Vergne, Charles Pic et Max Chilton s'arrêtent au tour suivant, Massa et Adrian Sutil au treizième, Webber, Button, Hülkenberg, Giedo Van der Garde, Valtteri Bottas, Alonso, Pérez, Rosberg, Grosjean, Hamilton, Daniel Ricciardo et Pastor Maldonado du quatorzième au dix-septième. Vettel stoppe au dix-huitième tour et, grâce à l'avance accumulée, ressort en tête,,. 
Au vingt-et-unième passage, lorsque tous les pilotes sont sortis des stands, Vettel possède 9 secondes d'avance sur Rosberg, 17 s sur Alonso, 19 s sur Webber, Grosjean et Hamilton ; suivent Massa, Button, Räikkönen et Pérez. Cette avance ne va pas pour autant lui servir bien longtemps puisqu'au vingt-cinquième tour Daniel Ricciardo tape le mur quasiment de face et assez fort, ce qui provoque l'intervention de la voiture de sécurité et la neutralisation de la course. Alonso, Grosjean, Massa, Button, Räikkönen, Pérez, Hülkenberg, Gutiérrez, Sutil, Maldonado en profitent immédiatement pour changer leurs pneus ; seuls les quatre premiers de la course, Vettel, Rosberg, Webber et Hamilton, choisissent de rester en piste,,. 
La course est relancée au trente-et-unième tour, sans incident. Vettel reprend immédiatement son rythme du début de course, largement au-dessus de celui de ses rivaux : il tourne deux secondes au tour plus vite que tous les autres. Quelques instants plus tard, Lotus F1 Team intime à Romain Grosjean, alors sixième, de rentrer immédiatement au stand car sa monoplace est en proie à un problème d'alimentation d'air. Une rapide recharge d'air est effectuée et le pilote français est renvoyé en piste, en quinzième position. Il dégringole toutefois en dernière position, boucle quelques tours puis renonce dans le trente-septième tour,,,. 
Jean-Éric Vergne change ses pneus au quarantième tour ; Webber, Sutil, Rosberg, Maldonado, Chilton, di Resta, Massa, Bottas et Van Der Garde entre le quarante-et-unième et le quarante-troisième, Hamilton et Vettel stoppant au suivant. Dans le cinquante-troisième tour, Kimi Raikkonen, sur une stratégie décalée, dépasse Jenson Button par l'extérieur tandis que Paul di Resta tape le mur et abandonne, sans provoquer une nouvelle intervention de la voiture de sécurité,,. 
La fin de course est une véritable épreuve pour Jenson Button, victime de l'effondrement de l'efficacité de ses pneumatiques : il chute de la troisième à la huitième place ; son équipier Pérez est victime du même mal, de même qu'Hülkenberg et Gutiérrez. Mark Webber, quatrième, rencontre un problème de boîte de vitesses et abandonne sa monoplace en flammes au bord de la piste dans le dernier tour. Sebastian Vettel remporte sa troisième victoire consécutive sur ce circuit, sa septième de la saison, la trente-troisième de sa carrière, devançant désormais Alonso. L'Allemand réalise le troisième grand chelem de sa carrière, cumulant lors de la même épreuve la pole position, le meilleur tour en course et la victoire en ayant mené de bout en bout. Alonso limite à nouveau les frais en terminant pour la troisième fois consécutive deuxième et Räikkönen complète le podium ; suivent pour les points Nico Rosberg, Lewis Hamilton, Felipe Massa, Jenson Button, Sergio Pérez, Nico Hulkenberg et Adrian Sutil,,. 
À l'issue de la course, dans le tour de décélération, Fernando Alonso s'arrête pour prendre à califourchon sur sa monoplace Mark Webber et le ramener vers les stands. Les deux pilotes sont alors réprimandés par les commissaires de course de la FIA au motif qu'Alonso « a piloté sa voiture d'une manière potentiellement dangereuse pour les autres pilotes ou une autre personne. Dans ce cas précis, deux voitures ont dû l’éviter en piste. » et que Webber « est entré en piste sans l'autorisation des commissaires de piste. » Comme 
cette réprimande est la troisième de l'Australien cette année après celles de Bahreïn et du Canada, il écope de dix places de pénalité sur la grille de départ du prochain Grand Prix de Corée du Sud,.

### Classement de la course
| Pos. | no | Pilote              | Écurie               | Tours | Temps/Abandon                      | Grille | Points |
| ---- | -- | ------------------- | -------------------- | ----- | ---------------------------------- | ------ | ------ |
| 1    | 1  | Sebastian Vettel    | Red Bull-Renault     | 61    | 1 h 59 min 13 s 132 (155,426 km/h) | 1      | 25     |
| 2    | 3  | Fernando Alonso     | Ferrari              | 61    | + 32 s 627                         | 7      | 18     |
| 3    | 7  | Kimi Räikkönen      | Lotus-Renault        | 61    | + 43 s 920                         | 13     | 15     |
| 4    | 9  | Nico Rosberg        | Mercedes             | 61    | + 51 s 155                         | 2      | 12     |
| 5    | 10 | Lewis Hamilton      | Mercedes             | 61    | + 53 s 159                         | 5      | 10     |
| 6    | 4  | Felipe Massa        | Ferrari              | 61    | + 1 min 03 s 877                   | 6      | 8      |
| 7    | 5  | Jenson Button       | McLaren-Mercedes     | 61    | + 1 min 23 s 354                   | 8      | 6      |
| 8    | 6  | Sergio Pérez        | McLaren-Mercedes     | 61    | + 1 min 23 s 820                   | 14     | 4      |
| 9    | 11 | Nico Hülkenberg     | Sauber-Ferrari       | 61    | + 1 min 24 s 261                   | 11     | 2      |
| 10   | 15 | Adrian Sutil        | Force India-Mercedes | 61    | + 1 min 24 s 668                   | 15     | 1      |
| 11   | 16 | Pastor Maldonado    | Williams-Renault     | 61    | + 1 min 28 s 479                   | 18     |        |
| 12   | 12 | Esteban Gutiérrez   | Sauber-Ferrari       | 61    | + 1 min 37 s 894                   | 10     |        |
| 13   | 17 | Valtteri Bottas     | Williams-Renault     | 61    | + 1 min 45 s 161                   | 16     |        |
| 14   | 18 | Jean-Éric Vergne    | Toro Rosso-Ferrari   | 61    | + 1 min 53 s 512                   | 12     |        |
| 15   | 2  | Mark Webber         | Red Bull-Renault     | 60    | + 1 tour                           | 4      |        |
| 16   | 21 | Giedo van der Garde | Caterham-Renault     | 60    | + 1 tour                           | 20     |        |
| 17   | 23 | Max Chilton         | Marussia-Cosworth    | 60    | + 1 tour                           | 22     |        |
| 18   | 22 | Jules Bianchi       | Marussia-Cosworth    | 60    | + 1 tour                           | 21     |        |
| 19   | 20 | Charles Pic         | Caterham-Renault     | 60    | + 1 tour                           | 19     |        |
| 20   | 14 | Paul di Resta       | Force India-Mercedes | 54    | Accident                           | 17     |        |
| Abd. | 8  | Romain Grosjean     | Lotus-Renault        | 37    | Pression d'air                     | 3      |        |
| Abd. | 19 | Daniel Ricciardo    | Toro Rosso-Ferrari   | 23    | Accident                           | 9      |        |

### Pole position et record du tour
- Pole position :  Sebastian Vettel (Red Bull-Renault) en 1 min 42 s 841 (177,303 km/h)[31].
- Meilleur tour en course :  Sebastian Vettel (Red Bull-Renault) en 1 min 48 s 574 (167,941 km/h) au quarante-sixième tour[32].

### Tours en tête
- Sebastian Vettel : 61 tours (1-61)[33]

## Classements généraux à l'issue de la course
| Pos. | Pilote           | Écurie               | Points |
| ---- | ---------------- | -------------------- | ------ |
| 1    | Sebastian Vettel | Red Bull-Renault     | 247    |
| 2    | Fernando Alonso  | Ferrari              | 187    |
| 3    | Lewis Hamilton   | Mercedes             | 151    |
| 4    | Kimi Räikkönen   | Lotus-Renault        | 149    |
| 5    | Mark Webber      | Red Bull-Renault     | 130    |
| 6    | Nico Rosberg     | Mercedes             | 116    |
| 7    | Felipe Massa     | Ferrari              | 87     |
| 8    | Romain Grosjean  | Lotus-Renault        | 57     |
| 9    | Jenson Button    | McLaren-Mercedes     | 54     |
| 10   | Paul di Resta    | Force India-Mercedes | 36     |
| 11   | Adrian Sutil     | Force India-Mercedes | 26     |
| 12   | Sergio Pérez     | McLaren-Mercedes     | 22     |
| 13   | Nico Hülkenberg  | Sauber-Ferrari       | 19     |
| 14   | Daniel Ricciardo | Toro Rosso-Ferrari   | 18     |
| 15   | Jean-Éric Vergne | Toro Rosso-Ferrari   | 13     |
| 16   | Pastor Maldonado | Williams-Renault     | 1      |

| Pos. | Écurie               | Points |
| ---- | -------------------- | ------ |
| 1    | Red Bull-Renault     | 377    |
| 2    | Ferrari              | 274    |
| 3    | Mercedes             | 267    |
| 4    | Lotus-Renault        | 206    |
| 5    | McLaren-Mercedes     | 76     |
| 6    | Force India-Mercedes | 62     |
| 7    | Toro Rosso-Ferrari   | 31     |
| 8    | Sauber-Ferrari       | 19     |
| 9    | Williams-Renault     | 1      |

## Statistiques
Le Grand Prix de Singapour 2013 représente :
- la 41e pole position de sa carrière pour Sebastian Vettel[36] ;
- la 33e victoire de sa carrière pour Sebastian Vettel qui est désormais au quatrième rang des vainqueurs de Grands Prix devant Fernando Alonso (32 victoires) et Nigel Mansell (31 victoires)[37],[38] ;
- le 6e hat-trick de sa carrière pour Sebastian Vettel[39] ;
- le 3e Grand Chelem de sa carrière pour Sebastian Vettel (pole position, victoire, meilleur tour en course, tous les tours en tête)[40] ;
- la 41e victoire pour Red Bull Racing en tant que constructeur[41] ;
- la 159e victoire pour Renault en tant que motoriste[42].

Au cours de ce Grand Prix :
- Sergio Pérez passe la barre des 100 points inscrits en championnat du monde (102 points)[43] ;
- Derek Warwick (146 Grands Prix entre 1981 et 1993, 71 points et 4 podiums ; vainqueur des 24 Heures du Mans 1992) est nommé assistant des commissaires de course.